# ایتن پیناک
ایتن روپرت پیناک (زاده ۲۹ مه ۱۹۹۳) بازیکن حرفه‌ای فوتبال جامائیکایی است که در حال حاضر به عنوان مدافع در لیگ برتر فوتبال انگلیس برای باشگاه فوتبال برنتفورد بازی می‌کند.

## زندگی شخصی
پیناک از طرف پدرش اصالتا جامائیکایی دارد و پسر عموی فوتبالیست سابق نایرون نوسورثی است.او در دبیرستان شرلی، کالج ریگیت تحصیل کرد و دارای مدرک تربیت بدنی از دانشگاه گرینویچ است.